# 氣體人第一號
《氣體人第一號》（日语：／）是1960年上映的日本特攝電影，為東寶公司製作的「變身人系列」電影第三部作品。描述以本身能化為氣體的異能者「氣體人」所犯下的完全犯罪，並融合了氣體人與女主角之間的悲戀情節，本片也被視為導演本多豬四郎的代表作。 

## 演員
- 岡本賢治警部：三橋達也
- 春日藤千代：八千草薫
- 氣體人・水野：土屋嘉男
- 甲野京子記者：佐多契子
- 田宮博士：伊藤久哉
- 田端警部：田島義文
- 佐野久伍博士：村上冬樹
- 川崎記者：野村浩三
- 老鼓師：左卜全

## 相關作品
- 美女和液体人（1958年）
- 電送人間（1960年）